# Восточный Нарбон
Восто́чный Нарбо́н (фр. Narbonne-Est) — кантон во Франции, находится в регионе Лангедок — Руссильон, департамент Од. Входит в состав округа Нарбон.
Код INSEE кантона — 1124. В кантон Восточный Нарбон входит одна коммуна — Нарбон.

## Население
Население кантона на 2006 год составляло 18 437 человек.
| 1962 | 1968 | 1975 | 1982 | 1990 | 1999   | 2006   | 2007 |
| ---- | ---- | ---- | ---- | ---- | ------ | ------ | ---- |
| -    | -    | -    | -    | -    | 16 851 | 18 437 | -    |